# Autobiografía del general Franco
Autobiografía del general Franco es una novela de Manuel Vázquez Montalbán, publicada en 1992. Por esta obra Vázquez Montalbán recibió el Premio Internacional de Literatura Ennio Flaiano en 1994.
Eduardo Haro Tecglen definió el libro como un "monumento al antifranquismo" 

## Traducciones
- 1994 (Francés, Bernard Cohen) Moi, Franco
- 1994 (Italiano, Hado Lyria) Io, Franco
- 1995 (Holandés), Autobiografie van generaal Franco
- 1996 (Portugués, Ricardo de Azevedo), Autobiografia do general Franco

## Enlaces
- Manuel Vázquez Montalbán: Autobiografie van generaal Franco
- Kleine man gehuld in grootspraak; Hybridische roman over Franco van Manuel Vázquez Montalbán (enlace roto disponible en Internet Archive; véase el historial, la primera versión y la última).